# Rock Action
A Rock Action a Mogwai harmadik stúdióalbuma, amelyet 2001. április 30-án adott ki a Matador Records. Producere Dave Fridmann.

## Leírás
Az albummal a hangzásvilág megváltozott; a zenekar egyre inkább kezdett áttérni az elektromos zenére. Habár igyekeztek az alapoknál maradni, a lemez dalai kevésbé dinamikusak. A zenekar itt használt először szintetizátort.
A Dial: Revenge számban közreműködött a Super Furry Animals tagja, a walesi Gruff Rhys. A borító belsején ezen zenekar albumának, a Mwng logójának egy részlete látható. Rhys elmondta: „Szerintem azért ragaszkodtak hozzá, hogy walesiül énekeljek, mert számaik instrumentálisak, és ez a nyelv az emberek többsége számára csak üres beszéd. A mi időnkben még utcai fülkékből telefonáltunk. Ha levetted a beszélőt, a „TÁRCSÁZÁS” [angolul „DIAL”] jelent meg a kijelzőn. Walesi nyelven ugyanez a szó „bosszút” [angolul „revenge”] jelent. Telefonhívásoddal egy furcsa helyre kerülsz. Erről szól ez a dal.”
A lemez tónusa kevésbé borongós, de megtartotta az együttes titokzatos cinizmusát.
Az albumhoz felhasznált fotók a glasgow-i Nice 'N' Sleazy bárban készültek.
Producerei New Yorkban Dave Fridmann és Mercury Rev voltak.

## Számlista
Az összes dal szerzője a Mogwai, kivéve a Dial: Revenge dalé, amelyet Gruff Rhysszel közösen írtak. 
| 1.    | Sine Wave              | 4:55 |
| 2.    | Take Me Somewhere Nice | 6:57 |
| 3.    | O I Sleep              | 0:55 |
| 4.    | Dial: Revenge          | 3:28 |
| 5.    | You Don't Know Jesus   | 8:02 |
| 6.    | Robot Chant            | 1:03 |
| 7.    | 2 Rights Make 1 Wrong  | 9:31 |
| 8.    | Secret Pint            | 3:37 |
| 38:31 |                        |      |

| 1. | Untitled         | 7:16 |
| 2. | Close Encounters | 3:54 |

## Közreműködők

### Mogwai
- Stuart Braithwaite – gitár, ének
- Dominic Aitchison – basszusgitár
- Martin Bulloch – dob
- Barry Burns – gitár, billentyűk
- John Cummings – gitár, zongora

### Más zenészek
- David Pajo, Willie Campbell, Charlie Clark, Gary Lightbody – háttérének
- Gruff Rhys – ének
- The Remote Viewer – effektek, bendzsó
- Michael Brawley – húrok, kürt
- Dave Fridmann – húrok, kürt, producer, felvétel

### Egyéb
- Tony Doogan – felvétel
- Tarbox Road Studios – felvétel, keverés
- Cava Studios, Sorcerer Sound – felvétel
- Willie Deans, Bill Racine – hangmérnökök
- Vella Design – grafika
- Steve Gullick – fotók

## Fordítás
Ez a szócikk részben vagy egészben  a   Rock Action (album) című angol Wikipédia-szócikk ezen változatának fordításán alapul.  Az eredeti cikk szerkesztőit annak laptörténete sorolja fel. Ez a jelzés csupán a megfogalmazás eredetét és a szerzői jogokat jelzi, nem szolgál a cikkben szereplő információk forrásmegjelöléseként.